# Guillermo Ochoa
Francisco Guillermo Ochoa Magaña (Guadalajara, 13 luglio 1985) è un calciatore messicano, portiere svincolato della nazionale messicana.
Soprannominato Memo, a livello di squadre di club ha vestito le maglie di América, Ajaccio, Malaga, Granada, Standard Liegi, Salernitana e AVS.
Viene considerato il migliore portiere nella storia del Messico.
Gioca con la nazionale messicana dal 2005 ed è il portiere con più presenze per il Messico, con il quale ha partecipato a cinque fasi finali del campionato del mondo (record di cinque partecipazioni nel 2006, 2010, 2014, 2018, 2022, primato condiviso con Antonio Carbajal, Lothar Matthäus, Gianluigi Buffon, Rafael Márquez, Andrés Guardado, Lionel Messi e Cristiano Ronaldo), a due edizioni della Confederations Cup, a due Olimpiadi, a due edizioni della Coppa America e a sette edizioni della Gold Cup (vincendone 6, un record).

## Caratteristiche tecniche
È un portiere che dispone di ottimi riflessi e piazzamento difensivo.

## Carriera

### Club

#### América
Esordisce all'età di 19 anni, precisamente il 15 febbraio 2004, con l'América. Nella nuova stagione, sotto la guida del tecnico argentino Oscar Ruggeri, è la riserva di Sebastián Saja. Ruggeri viene esonerato dopo sei giornate dall'inizio della nuova Apertura, e il sostituto Mario Carillo punta su Ochoa. Da quel momento è diventato il portiere titolare del Club América.
Con la sua società vince nel 2005 la Primera División messicana e il Campeón de Campeones, nel 2006 la Coppa Campioni Centroamericana e la CONCACAF Champions League e un'InterLiga nel 2008. Nel 2007 si piazza al trentesimo posto nella graduatoria del Pallone d'oro stilata dalla rivista France Football.

#### Ajaccio
Il 30 giugno 2011 si trasferisce ai francesi dell'Ajaccio, firmando un contratto triennale. Il 19 maggio 2014, dopo tre anni di permanenza nel club corso, decide di non rinnovare il suo contratto, rimanendo quindi svincolato.

#### Málaga, Granada e Standard Liegi
Il 1º agosto 2014 firma un contratto triennale con il Malaga, squadra in cui milita per due stagioni, finché il 23 luglio 2016 si trasferisce in prestito al Granada.
Il 9 luglio 2017 passa al club belga dello Standard Liegi, con un contratto di tre anni. Vince la Coppa del Belgio nel 2017-2018.

#### Ritorno al Club América
Il 5 agosto 2019 torna al Club América, sottoscrivendo un contratto di tre anni e mezzo. e un ingaggio di circa 4,4 milioni di dollari l'anno. Con l'América aggiunge la finale del campionato contro il Monterrey, contro cui para uno dei tiri di rigore, ma non riesce a evitare la sconfitta per 2-4 dal dischetto.
Il 29 agosto 2020 veste la fascia di capitano per la prima volta dal suo ritorno all'América. Il 24 agosto 2022 diviene il portiere dell'América che ha giocato più partite senza subire gol (111), battendo il precedente primato di Adrián Chávez.

#### Salernitana
Il 23 dicembre 2022 viene ingaggiato dalla Salernitana, squadra militante in Serie A, con cui firma un contratto semestrale (con decorrenza dal 2 gennaio 2023). Il 4 gennaio 2023 esordisce in campionato, fornendo una buona prova nella partita casalinga persa contro il Milan per 1-2. Il 15 gennaio 2023 subisce otto gol dall'Atalanta in Serie A, mentre Il 7 aprile seguente risulta il migliore in campo nella partita contro l'Inter, effettuando 10 parate decisive per l’1-1 finale, ed eguagliando così il record stabilito da Ionuț Radu per la massima serie italiana. Alla fine della stagione il club campano si avvale dell'opzione per il prolungamento del contratto del portiere messicano.
L'anno seguente, anche a causa di frequenti problemi fisici, si alterna al portiere francese Benoît Costil ma non riesce ad evitare la retrocessione del club campano che termina all'ultimo posto il campionato. Al termine dell'anno annuncia l'addio al club italiano.

#### AVS
Resosi svincolato, il 2 settembre 2024 viene ingaggiato dall'AVS, squadra portoghese neopromossa in Liga Portugal 1.

### Nazionale

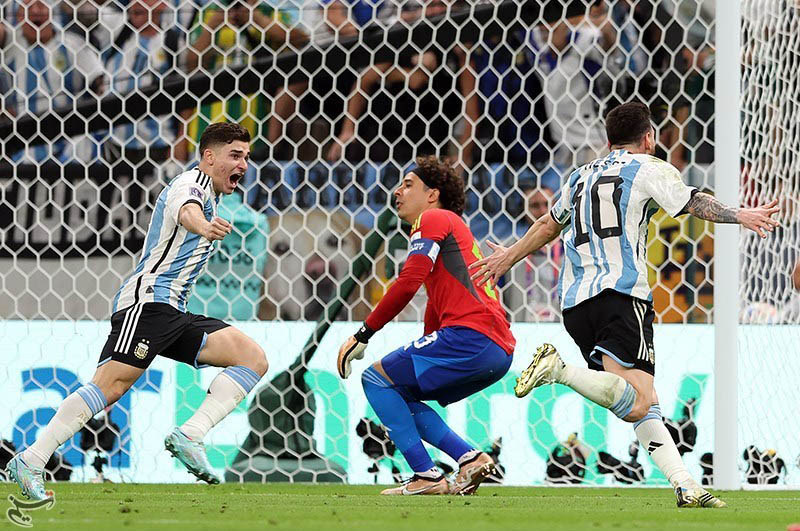
Ochoa (al centro) dopo aver subito un gol contro l' ai mondiali 2022

Viene convocato per la prima volta in nazionale maggiore per partecipare come terzo portiere al campionato mondiale del 2006, durante il quale non disputa nessuna partita. Nel 2007 diventa titolare e si mette in luce nella Coppa America.
Convocato per il mondiale sudafricano del 2010, ricopre il ruolo di secondo portiere e – come nella rassegna iridata precedente – non disputa alcuna gara. Al mondiale del 2014 parte come titolare e si mette in mostra per le grandi prestazioni fornite nelle gare contro il Brasile e contro i Paesi Bassi.
Nel 2016 viene convocato per la Coppa America Centenario negli Stati Uniti, dove gioca due partite. Partecipa da titolare anche al campionato del mondo del 2018 in Russia, in cui il Messico viene eliminato agli ottavi di finale dal Brasile.
Selezionato come portiere titolare della nazionale olimpica messicana per la competizione di Tokyo 2020, gioca tutte le partite del torneo, perdendo contro il Brasile in semifinale e ottenendo alla fine la medaglia di bronzo con la sua nazionale, grazie alla vittoria sui padroni di casa del Giappone.
Partecipa al campionato del mondo 2022 (eliminazione al primo turno), dove para un calcio di rigore di Robert Lewandowski in Messico-Polonia, prima partita del girone.
Convocato anche per la Gold Cup 2023, disputa da titolare e da capitano il torneo vincendolo per la quinta volta, stabilendo il record di giocatore con il maggior numero di gare di Gold Cup disputate nella storia della competizione.
Due anni dopo, all'età di quasi 40 anni, vince la Gold Cup 2025, la sua sesta in carriera, anche se questa volta non disputa alcuna gara, in quanto secondo del più giovane portiere Luis Malagon. Grazie a questa vittoria diviene il calciatore ad aver vinto più volte la suddetta competizione, eguagliando con 6 vittorie l'attaccante uruguagio Angel Romano.

## Statistiche

### Presenze e reti nei club
Statistiche aggiornate al 17 maggio 2025.
| Stagione              | Squadra               | Campionato            | Campionato | Campionato | Coppe nazionali | Coppe nazionali | Coppe nazionali | Coppe continentali | Coppe continentali | Coppe continentali | Altre coppe | Altre coppe | Altre coppe | Totale | Totale |
| Stagione              | Squadra               | Comp                  | Pres       | Reti       | Comp            | Pres            | Reti            | Comp               | Pres               | Reti               | Comp        | Pres        | Reti        | Pres   | Reti   |
| --------------------- | --------------------- | --------------------- | ---------- | ---------- | --------------- | --------------- | --------------- | ------------------ | ------------------ | ------------------ | ----------- | ----------- | ----------- | ------ | ------ |
| 2003-2004             | América               | PD                    | 12         | -20        | -               | -               | -               | CL                 | 5                  | -4                 | -           | -           | -           | 17     | -24    |
| 2004-2005             | América               | PD                    | 25+6       | -37 + -9   | -               | -               | -               | CS                 | 4                  | -8                 | CdC         | 2           | -1          | 37     | -55    |
| 2005-2006             | América               | PD                    | 28+2       | -32 + -5   | -               | -               | -               | CCL                | 1                  | 0                  | -           | -           | -           | 31     | -37    |
| 2006-2007             | América               | PD                    | 32+10      | -27 + -13  | IL              | 4               | -1              | CS+CL              | 8+9                | -10 + -10          | Cmc         | 3           | -6          | 66     | -67    |
| 2007-2008             | América               | PD                    | 24+2       | -36 + -4   | IL              | 4               | -6              | CL                 | 9                  | -12                | -           | -           | -           | 39     | -58    |
| 2008-2009             | América               | PD                    | 32         | -46        | IL              | 3               | -6              | -                  | -                  | -                  | -           | -           | -           | 35     | -52    |
| 2009-2010             | América               | PD                    | 26+2       | -29 + -2   | IL              | 4               | -4              | -                  | -                  | -                  | -           | -           | -           | 32     | -35    |
| 2010-2011             | América               | PD                    | 32+6       | -40 + -11  | -               | -               | -               | CL                 | 7                  | -5                 | -           | -           | -           | 45     | -56    |
| 2011-2012             | Ajaccio               | L1                    | 37         | -59        | CF+CdL          | 2+0             | -3              | -                  | -                  | -                  | -           | -           | -           | 39     | -62    |
| 2012-2013             | Ajaccio               | L1                    | 38         | -50        | CF+CdL          | 0+1             | -2              | -                  | -                  | -                  | -           | -           | -           | 39     | -52    |
| 2013-2014             | Ajaccio               | L1                    | 37         | -71        | CF+CdL          | 1+0             | -1              | -                  | -                  | -                  | -           | -           | -           | 38     | -72    |
| Totale Ajaccio        | Totale Ajaccio        | Totale Ajaccio        | 112        | -180       |                 | 4               | -6              |                    | -                  | -                  |             | -           | -           | 116    | -186   |
| 2014-2015             | Malaga                | PD                    | 0          | 0          | CR              | 6               | -6              | -                  | -                  | -                  | -           | -           | -           | 6      | -6     |
| 2015-2016             | Malaga                | PD                    | 11         | -10        | CR              | 2               | -3              | -                  | -                  | -                  | -           | -           | -           | 13     | -13    |
| Totale Malaga         | Totale Malaga         | Totale Malaga         | 11         | -10        |                 | 8               | -9              |                    | -                  | -                  |             | -           | -           | 19     | -19    |
| 2016-2017             | Granada               | PD                    | 38         | -82        | CR              | 1               | 0               | -                  | -                  | -                  | -           | -           | -           | 39     | -82    |
| 2017-2018             | Standard Liegi        | D1                    | 29+9       | -39 + -9   | CB              | 0               | 0               | -                  | -                  | -                  | -           | -           | -           | 38     | -48    |
| 2018-2019             | Standard Liegi        | D1                    | 30+10      | -35 + -16  | CB              | 0               | 0               | UCL+UEL            | 2+6                | -5 + -9            | SB          | 0           | 0           | 48     | -65    |
| Totale Standard Liegi | Totale Standard Liegi | Totale Standard Liegi | 78         | -99        |                 | 0               | 0               |                    | 8                  | -14                |             | 0           | 0           | 86     | -113   |
| 2019-2020             | América               | PD                    | 23+6       | -30 + -9   | CM              | -               | -               | CCL                | 2                  | -4                 | -           | -           | -           | 31     | -43    |
| 2020-2021             | América               | PD                    | 28+4       | -30 + -8   | -               | -               | -               | CCL                | 7                  | -5                 | -           | -           | -           | 39     | -43    |
| 2021-2022             | América               | PD                    | 31+6       | -26 + -10  | -               | -               | -               | LC                 | 0                  | 0                  | -           | -           | -           | 37     | -36    |
| ago.-dic. 2022        | América               | PD                    | 16+4       | -16 + -5   | -               | -               | -               | -                  | -                  | -                  | -           | -           | -           | 20     | -21    |
| Totale América        | Totale América        | Totale América        | 357        | -445       |                 | 15              | -17             |                    | 52                 | -58                |             | 5           | -7          | 429    | -527   |
| gen.-giu. 2023        | Salernitana           | A                     | 20         | -33        | CI              | -               | -               | -                  | -                  | -                  | -           | -           | -           | 20     | -33    |
| 2023-2024             | Salernitana           | A                     | 21         | -44        | CI              | 0               | 0               | -                  | -                  | -                  | -           | -           | -           | 21     | -44    |
| Totale Salernitana    | Totale Salernitana    | Totale Salernitana    | 41         | -77        |                 | 0               | 0               |                    | -                  | -                  |             | -           | -           | 41     | -77    |
| set. 2024-2025        | AVS                   | PL                    | 23         | -44        | CP+CdL          | -               | -               | -                  | -                  | -                  | -           | -           | -           | 23     | -44    |
| Totale carriera       | Totale carriera       | Totale carriera       | 660        | -937       |                 | 28              | -32             |                    | 60                 | -72                |             | 5           | -7          | 753    | -1048  |

### Cronologia presenze e reti in nazionale
| Cronologia completa delle presenze e delle reti in nazionale ― Messico | Cronologia completa delle presenze e delle reti in nazionale ― Messico | Cronologia completa delle presenze e delle reti in nazionale ― Messico | Cronologia completa delle presenze e delle reti in nazionale ― Messico | Cronologia completa delle presenze e delle reti in nazionale ― Messico | Cronologia completa delle presenze e delle reti in nazionale ― Messico | Cronologia completa delle presenze e delle reti in nazionale ― Messico | Cronologia completa delle presenze e delle reti in nazionale ― Messico |
| Data                                                                   | Città                                                                  | In casa                                                                | Risultato                                                              | Ospiti                                                                 | Competizione                                                           | Reti                                                                   | Note                                                                   |
| ---------------------------------------------------------------------- | ---------------------------------------------------------------------- | ---------------------------------------------------------------------- | ---------------------------------------------------------------------- | ---------------------------------------------------------------------- | ---------------------------------------------------------------------- | ---------------------------------------------------------------------- | ---------------------------------------------------------------------- |
| 14-12-2005                                                             | Phoenix                                                                | Messico                                                                | 2 – 0                                                                  | Ungheria                                                               | Amichevole                                                             | -                                                                      | 46’                                                                    |
| 28-2-2007                                                              | San Diego                                                              | Venezuela                                                              | 1 – 3                                                                  | Messico                                                                | Amichevole                                                             | -1                                                                     |                                                                        |
| 25-3-2007                                                              | Monterrey                                                              | Messico                                                                | 2 – 1                                                                  | Paraguay                                                               | Amichevole                                                             | -1                                                                     |                                                                        |
| 28-3-2007                                                              | Oakland                                                                | Messico                                                                | 4 – 2                                                                  | Ecuador                                                                | Amichevole                                                             | -2                                                                     |                                                                        |
| 2-6-2007                                                               | San Luis Potosí                                                        | Messico                                                                | 4 – 0                                                                  | Iran                                                                   | Amichevole                                                             | -                                                                      | 82’                                                                    |
| 8-6-2007                                                               | East Rutherford                                                        | Messico                                                                | 2 – 1                                                                  | Cuba                                                                   | Gold Cup 2007 - 1º turno                                               | -1                                                                     |                                                                        |
| 27-6-2007                                                              | Puerto Ordaz                                                           | Brasile                                                                | 0 – 2                                                                  | Messico                                                                | Coppa America 2007 - 1º turno                                          | -                                                                      |                                                                        |
| 4-7-2007                                                               | Puerto La Cruz                                                         | Cile                                                                   | 0 – 0                                                                  | Messico                                                                | Coppa America 2007 - 1º turno                                          | -                                                                      |                                                                        |
| 14-7-2007                                                              | Caracas                                                                | Messico                                                                | 3 – 1                                                                  | Uruguay                                                                | Coppa America 2007 - Finale 3º posto                                   | -1                                                                     |                                                                        |
| 22-8-2007                                                              | Commerce City                                                          | Messico                                                                | 0 – 1                                                                  | Colombia                                                               | Amichevole                                                             | -1                                                                     |                                                                        |
| 9-9-2007                                                               | Puebla                                                                 | Messico                                                                | 1 – 0                                                                  | Panama                                                                 | Amichevole                                                             | -                                                                      |                                                                        |
| 12-9-2007                                                              | Foxborough                                                             | Brasile                                                                | 3 – 1                                                                  | Messico                                                                | Amichevole                                                             | -3                                                                     |                                                                        |
| 14-10-2007                                                             | Ciudad Juárez                                                          | Messico                                                                | 2 – 2                                                                  | Nigeria                                                                | Amichevole                                                             | -2                                                                     |                                                                        |
| 17-10-2007                                                             | Los Angeles                                                            | Guatemala                                                              | 3 – 2                                                                  | Messico                                                                | Amichevole                                                             | -3                                                                     |                                                                        |
| 6-2-2008                                                               | Houston                                                                | Stati Uniti                                                            | 2 – 2                                                                  | Messico                                                                | Amichevole                                                             | -2                                                                     |                                                                        |
| 25-9-2008                                                              | Carson                                                                 | Messico                                                                | 0 – 1                                                                  | Cile                                                                   | Amichevole                                                             | -1                                                                     |                                                                        |
| 14-11-2008                                                             | Phoenix                                                                | Messico                                                                | 2 – 1                                                                  | Cile                                                                   | Amichevole                                                             | -1                                                                     |                                                                        |
| 29-1-2009                                                              | Carson                                                                 | Messico                                                                | 1 – 0                                                                  | Svezia                                                                 | Amichevole                                                             | -                                                                      | 46’                                                                    |
| 11-3-2009                                                              | Commerce City                                                          | Messico                                                                | 5 – 1                                                                  | Bolivia                                                                | Amichevole                                                             | -1                                                                     |                                                                        |
| 28-3-2009                                                              | Città del Messico                                                      | Messico                                                                | 2 – 0                                                                  | Costa Rica                                                             | Qual. Mondiali 2010                                                    | -                                                                      |                                                                        |
| 1-4-2009                                                               | San Pedro Sula                                                         | Honduras                                                               | 3 – 1                                                                  | Messico                                                                | Qual. Mondiali 2010                                                    | -3                                                                     |                                                                        |
| 24-6-2009                                                              | Atlanta                                                                | Messico                                                                | 4 – 0                                                                  | Venezuela                                                              | Amichevole                                                             | -                                                                      |                                                                        |
| 5-7-2009                                                               | Oakland                                                                | Messico                                                                | 2 – 0                                                                  | Nicaragua                                                              | Gold Cup 2009 - 1º turno                                               | -                                                                      |                                                                        |
| 9-7-2009                                                               | Houston                                                                | Messico                                                                | 1 – 1                                                                  | Panama                                                                 | Gold Cup 2009 - 1º turno                                               | -1                                                                     |                                                                        |
| 12-7-2009                                                              | Phoenix                                                                | Messico                                                                | 2 – 1                                                                  | Guadalupa                                                              | Gold Cup 2009 - 1º turno                                               | -                                                                      |                                                                        |
| 19-7-2009                                                              | Arlington                                                              | Messico                                                                | 4 – 0                                                                  | Haiti                                                                  | Gold Cup 2009 - Quarti di finale                                       | -                                                                      |                                                                        |
| 23-7-2009                                                              | Chicago                                                                | Costa Rica                                                             | 1 – 1 dts (3 – 5 dtr)                                                  | Messico                                                                | Gold Cup 2009 - Semifinale                                             | -1                                                                     |                                                                        |
| 26-7-2009                                                              | Harrison                                                               | Stati Uniti                                                            | 0 – 5                                                                  | Messico                                                                | Gold Cup 2009 - Finale                                                 | -                                                                      |                                                                        |
| 12-8-2009                                                              | Monterrey                                                              | Messico                                                                | 2 – 1                                                                  | Stati Uniti                                                            | Qual. Mondiali 2010                                                    | -1                                                                     |                                                                        |
| 5-9-2009                                                               | San José                                                               | Costa Rica                                                             | 0 – 3                                                                  | Messico                                                                | Qual. Mondiali 2010                                                    | -                                                                      |                                                                        |
| 9-9-2009                                                               | Guadalajara                                                            | Messico                                                                | 1 – 0                                                                  | Honduras                                                               | Qual. Mondiali 2010                                                    | -                                                                      |                                                                        |
| 10-10-2009                                                             | Città del Messico                                                      | Messico                                                                | 4 – 1                                                                  | El Salvador                                                            | Qual. Mondiali 2010                                                    | -1                                                                     | 89’                                                                    |
| 14-10-2009                                                             | Port of Spain                                                          | Trinidad e Tobago                                                      | 2 – 2                                                                  | Messico                                                                | Qual. Mondiali 2010                                                    | -2                                                                     | 46’                                                                    |
| 17-3-2010                                                              | Torreón                                                                | Messico                                                                | 2 – 1                                                                  | Corea del Nord                                                         | Amichevole                                                             | -1                                                                     |                                                                        |
| 13-5-2010                                                              | Houston                                                                | Angola                                                                 | 0 – 1                                                                  | Messico                                                                | Amichevole                                                             | -                                                                      |                                                                        |
| 16-5-2010                                                              | Città del Messico                                                      | Messico                                                                | 1 – 0                                                                  | Cile                                                                   | Amichevole                                                             | -                                                                      |                                                                        |
| 26-5-2010                                                              | Friburgo in Brisgovia                                                  | Paesi Bassi                                                            | 2 – 1                                                                  | Messico                                                                | Amichevole                                                             | -2                                                                     |                                                                        |
| 11-8-2010                                                              | Città del Messico                                                      | Messico                                                                | 1 – 1                                                                  | Spagna                                                                 | Amichevole                                                             | -                                                                      | 55’                                                                    |
| 4-9-2010                                                               | Città del Messico                                                      | Messico                                                                | 1 – 2                                                                  | Ecuador                                                                | Amichevole                                                             | -2                                                                     |                                                                        |
| 7-9-2010                                                               | Monterrey                                                              | Messico                                                                | 1 – 0                                                                  | Colombia                                                               | Amichevole                                                             | -                                                                      |                                                                        |
| 12-10-2010                                                             | Città del Messico                                                      | Messico                                                                | 2 – 2                                                                  | Venezuela                                                              | Amichevole                                                             | -2                                                                     | 46’                                                                    |
| 29-3-2011                                                              | San Diego                                                              | Venezuela                                                              | 1 – 1                                                                  | Messico                                                                | Amichevole                                                             | -1                                                                     |                                                                        |
| 28-5-2011                                                              | Seattle                                                                | Messico                                                                | 1 – 1                                                                  | Ecuador                                                                | Amichevole                                                             | -1                                                                     |                                                                        |
| 1-6-2011                                                               | Denver                                                                 | Messico                                                                | 3 – 0                                                                  | Nuova Zelanda                                                          | Amichevole                                                             | -                                                                      |                                                                        |
| 5-6-2011                                                               | Arlington                                                              | Messico                                                                | 5 – 0                                                                  | El Salvador                                                            | Gold Cup 2011 - 1º turno                                               | -                                                                      |                                                                        |
| 10-8-2011                                                              | Filadelfia                                                             | Stati Uniti                                                            | 1 – 1                                                                  | Messico                                                                | Amichevole                                                             | -1                                                                     |                                                                        |
| 4-9-2011                                                               | Barcellona                                                             | Messico                                                                | 1 – 0                                                                  | Cile                                                                   | Amichevole                                                             | -                                                                      |                                                                        |
| 29-2-2012                                                              | Miami Gardens                                                          | Messico                                                                | 0 – 2                                                                  | Colombia                                                               | Amichevole                                                             | -2                                                                     |                                                                        |
| 31-5-2012                                                              | Chicago                                                                | Messico                                                                | 2 – 1                                                                  | Bosnia ed Erzegovina                                                   | Amichevole                                                             | -1                                                                     |                                                                        |
| 15-8-2012                                                              | Città del Messico                                                      | Messico                                                                | 0 – 1                                                                  | Stati Uniti                                                            | Amichevole                                                             | -1                                                                     |                                                                        |
| 22-3-2013                                                              | San Pedro Sula                                                         | Honduras                                                               | 2 – 2                                                                  | Messico                                                                | Qual. Mondiali 2014                                                    | -2                                                                     |                                                                        |
| 26-3-2013                                                              | Città del Messico                                                      | Messico                                                                | 0 – 0                                                                  | Stati Uniti                                                            | Qual. Mondiali 2014                                                    | -                                                                      | Cap.                                                                   |
| 22-6-2013                                                              | Belo Horizonte                                                         | Giappone                                                               | 1 – 2                                                                  | Messico                                                                | Conf. Cup 2013 - 1º turno                                              | -1                                                                     | 90+5’                                                                  |
| 11-10-2013                                                             | Città del Messico                                                      | Messico                                                                | 2 – 1                                                                  | Panama                                                                 | Qual. Mondiali 2014                                                    | -1                                                                     |                                                                        |
| 15-10-2013                                                             | San José                                                               | Costa Rica                                                             | 2 – 1                                                                  | Messico                                                                | Qual. Mondiali 2014                                                    | -2                                                                     |                                                                        |
| 5-3-2014                                                               | Città del Messico                                                      | Messico                                                                | 0 – 0                                                                  | Nigeria                                                                | Amichevole                                                             | -                                                                      |                                                                        |
| 28-5-2014                                                              | Città del Messico                                                      | Messico                                                                | 3 – 0                                                                  | Israele                                                                | Amichevole                                                             | -                                                                      | 73’                                                                    |
| 31-5-2014                                                              | Città del Messico                                                      | Messico                                                                | 3 – 1                                                                  | Ecuador                                                                | Amichevole                                                             | -1                                                                     |                                                                        |
| 6-6-2014                                                               | Foxborough                                                             | Messico                                                                | 0 – 1                                                                  | Portogallo                                                             | Amichevole                                                             | -1                                                                     | 46’                                                                    |
| 13-6-2014                                                              | Natal                                                                  | Messico                                                                | 1 – 0                                                                  | Camerun                                                                | Mondiali 2014 - 1º turno                                               | -                                                                      |                                                                        |
| 17-6-2014                                                              | Fortaleza                                                              | Brasile                                                                | 0 – 0                                                                  | Messico                                                                | Mondiali 2014 - 1º turno                                               | -                                                                      |                                                                        |
| 23-6-2014                                                              | Recife                                                                 | Croazia                                                                | 1 – 3                                                                  | Messico                                                                | Mondiali 2014 - 1º turno                                               | -1                                                                     |                                                                        |
| 29-6-2014                                                              | Fortaleza                                                              | Paesi Bassi                                                            | 2 – 1                                                                  | Messico                                                                | Mondiali 2014 - Ottavi di finale                                       | -2                                                                     |                                                                        |
| 6-9-2014                                                               | Santa Clara                                                            | Cile                                                                   | 0 – 0                                                                  | Messico                                                                | Amichevole                                                             | -                                                                      |                                                                        |
| 9-10-2014                                                              | Tuxtla Gutiérrez                                                       | Messico                                                                | 2 – 0                                                                  | Honduras                                                               | Amichevole                                                             | -                                                                      |                                                                        |
| 12-11-2014                                                             | Amsterdam                                                              | Paesi Bassi                                                            | 2 – 3                                                                  | Messico                                                                | Amichevole                                                             | -2                                                                     | 90+4’                                                                  |
| 27-6-2015                                                              | Orlando                                                                | Messico                                                                | 2 – 2                                                                  | Costa Rica                                                             | Amichevole                                                             | -2                                                                     |                                                                        |
| 1-7-2015                                                               | Houston                                                                | Messico                                                                | 0 – 0                                                                  | Honduras                                                               | Amichevole                                                             | -                                                                      |                                                                        |
| 9-7-2015                                                               | Chicago                                                                | Messico                                                                | 6 – 0                                                                  | Cuba                                                                   | Gold Cup 2015 - 1º turno                                               | -                                                                      |                                                                        |
| 12-7-2015                                                              | Glendale                                                               | Guatemala                                                              | 0 – 0                                                                  | Messico                                                                | Gold Cup 2015 - 1º turno                                               | -                                                                      |                                                                        |
| 15-7-2015                                                              | Charlotte                                                              | Messico                                                                | 4 – 4                                                                  | Trinidad e Tobago                                                      | Gold Cup 2015 - 1º turno                                               | -4                                                                     |                                                                        |
| 19-7-2015                                                              | East Rutherford                                                        | Messico                                                                | 1 – 0 dts                                                              | Costa Rica                                                             | Gold Cup 2015 - Quarti di finale                                       | -                                                                      |                                                                        |
| 22-7-2015                                                              | Atlanta                                                                | Panama                                                                 | 1 – 2 dts                                                              | Messico                                                                | Gold Cup 2015 - Semifinale                                             | -1                                                                     |                                                                        |
| 26-7-2015                                                              | Filadelfia                                                             | Giamaica                                                               | 1 – 3                                                                  | Messico                                                                | Gold Cup 2015 - Finale                                                 | -1                                                                     |                                                                        |
| 28-5-2016                                                              | East Rutherford                                                        | Messico                                                                | 1 – 0                                                                  | Paraguay                                                               | Amichevole                                                             | -                                                                      |                                                                        |
| 9-6-2016                                                               | East Rutherford                                                        | Messico                                                                | 2 – 0                                                                  | Giamaica                                                               | Coppa America Centenario - 1º turno                                    | -                                                                      |                                                                        |
| 18-6-2016                                                              | Santa Clara                                                            | Messico                                                                | 0 – 7                                                                  | Cile                                                                   | Coppa America Centenario - Quarti di finale                            | -7                                                                     |                                                                        |
| 2-9-2016                                                               | San Salvador                                                           | El Salvador                                                            | 1 – 3                                                                  | Messico                                                                | Qual. Mondiali 2018                                                    | -1                                                                     |                                                                        |
| 15-11-2016                                                             | Panama                                                                 | Panama                                                                 | 0 – 0                                                                  | Messico                                                                | Qual. Mondiali 2018                                                    | -                                                                      |                                                                        |
| 24-3-2017                                                              | Città del Messico                                                      | Messico                                                                | 2 – 0                                                                  | Costa Rica                                                             | Qual. Mondiali 2018                                                    | -                                                                      |                                                                        |
| 27-5-2017                                                              | Los Angeles                                                            | Messico                                                                | 1 – 2                                                                  | Croazia                                                                | Amichevole                                                             | -2                                                                     |                                                                        |
| 8-6-2017                                                               | Città del Messico                                                      | Messico                                                                | 3 – 0                                                                  | Honduras                                                               | Qual. Mondiali 2018                                                    | -                                                                      | Cap.                                                                   |
| 11-6-2017                                                              | Città del Messico                                                      | Messico                                                                | 1 – 1                                                                  | Stati Uniti                                                            | Qual. Mondiali 2018                                                    | -1                                                                     |                                                                        |
| 18-6-2017                                                              | Kazan'                                                                 | Portogallo                                                             | 2 – 2                                                                  | Messico                                                                | Conf. Cup 2017 - 1º turno                                              | -2                                                                     |                                                                        |
| 24-6-2017                                                              | Kazan'                                                                 | Messico                                                                | 2 – 1                                                                  | Russia                                                                 | Conf. Cup 2017 - 1º turno                                              | -1                                                                     |                                                                        |
| 29-6-2017                                                              | Soči                                                                   | Germania                                                               | 4 – 1                                                                  | Messico                                                                | Conf. Cup 2017 - Semifinale                                            | -4                                                                     |                                                                        |
| 2-7-2017                                                               | Mosca                                                                  | Portogallo                                                             | 2 – 1 dts                                                              | Messico                                                                | Conf. Cup 2017 - Finale 3º posto                                       | -2                                                                     |                                                                        |
| 1-9-2017                                                               | Città del Messico                                                      | Messico                                                                | 1 – 0                                                                  | Panama                                                                 | Qual. Mondiali 2018                                                    | -                                                                      |                                                                        |
| 5-9-2017                                                               | San José                                                               | Costa Rica                                                             | 1 – 1                                                                  | Messico                                                                | Qual. Mondiali 2018                                                    | -1                                                                     |                                                                        |
| 10-10-2017                                                             | San Pedro Sula                                                         | Honduras                                                               | 3 – 2                                                                  | Messico                                                                | Qual. Mondiali 2018                                                    | -3                                                                     |                                                                        |
| 10-11-2017                                                             | Bruxelles                                                              | Belgio                                                                 | 3 – 3                                                                  | Messico                                                                | Amichevole                                                             | -3                                                                     |                                                                        |
| 27-3-2018                                                              | Arlington                                                              | Messico                                                                | 0 – 1                                                                  | Croazia                                                                | Amichevole                                                             | -1                                                                     |                                                                        |
| 3-6-2017                                                               | Città del Messico                                                      | Messico                                                                | 1 – 0                                                                  | Scozia                                                                 | Amichevole                                                             | -                                                                      |                                                                        |
| 9-6-2018                                                               | Brøndby                                                                | Danimarca                                                              | 2 – 0                                                                  | Messico                                                                | Amichevole                                                             | -2                                                                     |                                                                        |
| 17-6-2018                                                              | Mosca                                                                  | Germania                                                               | 0 – 1                                                                  | Messico                                                                | Mondiali 2018 - 1º turno                                               | -                                                                      |                                                                        |
| 23-6-2018                                                              | Rostov                                                                 | Corea del Sud                                                          | 1 – 2                                                                  | Messico                                                                | Mondiali 2018 - 1º turno                                               | -1                                                                     |                                                                        |
| 27-6-2018                                                              | Ekaterinburg                                                           | Messico                                                                | 0 – 3                                                                  | Svezia                                                                 | Mondiali 2018 - 1º turno                                               | -3                                                                     |                                                                        |
| 2-7-2018                                                               | Samara                                                                 | Brasile                                                                | 2 – 0                                                                  | Messico                                                                | Mondiali 2018 - Ottavi di finale                                       | -2                                                                     |                                                                        |
| 7-9-2018                                                               | Houston                                                                | Messico                                                                | 1 – 4                                                                  | Uruguay                                                                | Amichevole                                                             | -4                                                                     |                                                                        |
| 16-11-2018                                                             | Córdoba                                                                | Argentina                                                              | 2 – 0                                                                  | Messico                                                                | Amichevole                                                             | -2                                                                     |                                                                        |
| 23-3-2019                                                              | San Diego                                                              | Messico                                                                | 3 – 1                                                                  | Cile                                                                   | Amichevole                                                             | -1                                                                     |                                                                        |
| 11-6-2019                                                              | Arlington                                                              | Messico                                                                | 3 – 2                                                                  | Ecuador                                                                | Amichevole                                                             | -2                                                                     |                                                                        |
| 16-6-2019                                                              | Pasadena                                                               | Messico                                                                | 7 – 0                                                                  | Cuba                                                                   | Gold Cup 2019 - 1º turno                                               | -                                                                      |                                                                        |
| 19-6-2019                                                              | Denver                                                                 | Messico                                                                | 3 – 1                                                                  | Canada                                                                 | Gold Cup 2019 - 1º turno                                               | -1                                                                     |                                                                        |
| 28-6-2019                                                              | Houston                                                                | Messico                                                                | 1 – 1 dts (5 – 4 dtr)                                                  | Costa Rica                                                             | Gold Cup 2019 - Quarti di finale                                       | -1                                                                     |                                                                        |
| 3-7-2019                                                               | Glendale                                                               | Haiti                                                                  | 0 – 1 dts                                                              | Messico                                                                | Gold Cup 2019 - Semifinale                                             | -                                                                      |                                                                        |
| 7-7-2019                                                               | Chicago                                                                | Messico                                                                | 1 – 0                                                                  | Stati Uniti                                                            | Gold Cup 2019 - Finale                                                 | -                                                                      |                                                                        |
| 10-9-2019                                                              | San Antonio                                                            | Messico                                                                | 0 – 4                                                                  | Argentina                                                              | Amichevole                                                             | -4                                                                     | Cap.                                                                   |
| 16-11-2019                                                             | Panama                                                                 | Panama                                                                 | 0 – 3                                                                  | Messico                                                                | CONCACAF Nations League 2019-2020 - 2º turno                           | -                                                                      | Cap.                                                                   |
| 17-11-2020                                                             | Graz                                                                   | Giappone                                                               | 0 – 2                                                                  | Messico                                                                | Amichevole                                                             | -                                                                      | Cap.                                                                   |
| 27-3-2021                                                              | Cardiff                                                                | Galles                                                                 | 1 – 0                                                                  | Messico                                                                | Amichevole                                                             | -1                                                                     |                                                                        |
| 3-6-2021                                                               | Denver                                                                 | Messico                                                                | 0 – 0 dts (5 – 4 dtr)                                                  | Costa Rica                                                             | CONCACAF Nations League 2019-2020 - Semifinale                         | -                                                                      |                                                                        |
| 7-6-2021                                                               | Denver                                                                 | Stati Uniti                                                            | 3 – 2                                                                  | Messico                                                                | CONCACAF Nations League 2019-2020 - Finale                             | -3                                                                     |                                                                        |
| 30-6-2021                                                              | Nashville                                                              | Messico                                                                | 3 – 0                                                                  | Panama                                                                 | Amichevole                                                             | -                                                                      | Cap.                                                                   |
| 2-9-2021                                                               | Città del Messico                                                      | Messico                                                                | 2 – 1                                                                  | Giamaica                                                               | Qual. Mondiali 2022                                                    | -1                                                                     |                                                                        |
| 5-9-2021                                                               | San José                                                               | Costa Rica                                                             | 0 – 1                                                                  | Messico                                                                | Qual. Mondiali 2022                                                    | -                                                                      |                                                                        |
| 8-9-2021                                                               | Panama                                                                 | Panama                                                                 | 1 – 1                                                                  | Messico                                                                | Qual. Mondiali 2022                                                    | -1                                                                     |                                                                        |
| 7-10-2021                                                              | Città del Messico                                                      | Messico                                                                | 1 – 1                                                                  | Canada                                                                 | Qual. Mondiali 2022                                                    | -1                                                                     |                                                                        |
| 10-10-2021                                                             | Città del Messico                                                      | Messico                                                                | 3 – 0                                                                  | Honduras                                                               | Qual. Mondiali 2022                                                    | -                                                                      | Cap.                                                                   |
| 13-10-2021                                                             | San Salvador                                                           | El Salvador                                                            | 0 – 2                                                                  | Messico                                                                | Qual. Mondiali 2022                                                    | -                                                                      | Cap.                                                                   |
| 12-11-2021                                                             | Cincinnati                                                             | Stati Uniti                                                            | 2 – 0                                                                  | Messico                                                                | Qual. Mondiali 2022                                                    | -2                                                                     | Cap.                                                                   |
| 17-11-2021                                                             | Edmonton                                                               | Canada                                                                 | 2 – 1                                                                  | Messico                                                                | Qual. Mondiali 2022                                                    | -2                                                                     | Cap.                                                                   |
| 27-1-2022                                                              | Kingston                                                               | Giamaica                                                               | 1 – 2                                                                  | Messico                                                                | Qual. Mondiali 2022                                                    | -1                                                                     |                                                                        |
| 30-1-2022                                                              | Città del Messico                                                      | Messico                                                                | 0 – 0                                                                  | Costa Rica                                                             | Qual. Mondiali 2022                                                    | -                                                                      | Cap.                                                                   |
| 2-2-2022                                                               | Città del Messico                                                      | Messico                                                                | 1 – 0                                                                  | Panama                                                                 | Qual. Mondiali 2022                                                    | -                                                                      |                                                                        |
| 24-3-2022                                                              | Città del Messico                                                      | Messico                                                                | 0 – 0                                                                  | Stati Uniti                                                            | Qual. Mondiali 2022                                                    | -                                                                      | Cap.                                                                   |
| 27-3-2022                                                              | San Pedro Sula                                                         | Honduras                                                               | 0 – 1                                                                  | Messico                                                                | Qual. Mondiali 2022                                                    | -                                                                      | Cap.                                                                   |
| 30-3-2022                                                              | Città del Messico                                                      | Messico                                                                | 2 – 0                                                                  | El Salvador                                                            | Qual. Mondiali 2022                                                    | -                                                                      | Cap.                                                                   |
| 6-6-2022                                                               | Phoenix                                                                | Messico                                                                | 0 – 0                                                                  | Ecuador                                                                | Amichevole                                                             | -                                                                      | Cap.                                                                   |
| 25-9-2022                                                              | Pasadena                                                               | Messico                                                                | 1 – 0                                                                  | Perù                                                                   | Amichevole                                                             | -                                                                      |                                                                        |
| 28-9-2022                                                              | Santa Clara                                                            | Messico                                                                | 2 – 3                                                                  | Colombia                                                               | Amichevole                                                             | -3                                                                     |                                                                        |
| 16-11-2022                                                             | Gerona                                                                 | Messico                                                                | 1 – 2                                                                  | Svezia                                                                 | Amichevole                                                             | -2                                                                     | Cap.                                                                   |
| 22-11-2022                                                             | Doha                                                                   | Messico                                                                | 0 – 0                                                                  | Polonia                                                                | Mondiali 2022 - 1º turno                                               | -                                                                      | Cap.                                                                   |
| 26-11-2022                                                             | Lusail                                                                 | Argentina                                                              | 2 – 0                                                                  | Messico                                                                | Mondiali 2022 - 1º turno                                               | -2                                                                     | Cap.                                                                   |
| 30-11-2022                                                             | Lusail                                                                 | Arabia Saudita                                                         | 1 – 2                                                                  | Messico                                                                | Mondiali 2022 - 1º turno                                               | -1                                                                     | Cap.                                                                   |
| 26-3-2023                                                              | Città del Messico                                                      | Messico                                                                | 2 – 2                                                                  | Giamaica                                                               | CONCACAF Nations League 2022-2023 - 1º turno                           | -2                                                                     | Cap.                                                                   |
| 15-6-2023                                                              | Paradise                                                               | Stati Uniti                                                            | 3 – 0                                                                  | Messico                                                                | CONCACAF Nations League 2022-2023 - Semifinale                         | -3                                                                     | Cap. 86’                                                               |
| 18-6-2023                                                              | Paradise                                                               | Panama                                                                 | 0 – 1                                                                  | Messico                                                                | CONCACAF Nations League 2022-2023 - Finale 3º posto                    | -                                                                      | Cap.                                                                   |
| 25-6-2023                                                              | Houston                                                                | Messico                                                                | 4 – 0                                                                  | Honduras                                                               | Gold Cup 2023 - 1º turno                                               | -                                                                      | Cap.                                                                   |
| 29-6-2023                                                              | Glendale                                                               | Haiti                                                                  | 1 – 3                                                                  | Messico                                                                | Gold Cup 2023 - 1º turno                                               | -1                                                                     | Cap.                                                                   |
| 2-7-2023                                                               | Santa Clara                                                            | Messico                                                                | 0 – 1                                                                  | Qatar                                                                  | Gold Cup 2023 - 1º turno                                               | -1                                                                     | Cap.                                                                   |
| 8-7-2023                                                               | Arlington                                                              | Messico                                                                | 2 – 0                                                                  | Costa Rica                                                             | Gold Cup 2023 - Quarti di finale                                       | -                                                                      | Cap.                                                                   |
| 12-7-2023                                                              | Paradise                                                               | Giamaica                                                               | 0 – 3                                                                  | Messico                                                                | Gold Cup 2023 - Semifinale                                             | -                                                                      | Cap.                                                                   |
| 16-7-2023                                                              | Inglewood                                                              | Messico                                                                | 1 – 0                                                                  | Panama                                                                 | Gold Cup 2023 - Finale                                                 | -                                                                      | Cap.                                                                   |
| 9-9-2023                                                               | Arlington                                                              | Messico                                                                | 2 – 2                                                                  | Australia                                                              | Amichevole                                                             | -2                                                                     | cap.                                                                   |
| 12-9-2023                                                              | Atlanta                                                                | Uzbekistan                                                             | 3 – 3                                                                  | Messico                                                                | Amichevole                                                             | -3                                                                     | cap.                                                                   |
| 14-10-2023                                                             | Charlotte                                                              | Messico                                                                | 2 – 0                                                                  | Ghana                                                                  | Amichevole                                                             | -                                                                      | cap.                                                                   |
| 17-10-2023                                                             | Filadelfia                                                             | Messico                                                                | 2 – 2                                                                  | Germania                                                               | Amichevole                                                             | -2                                                                     | cap.                                                                   |
| 17-11-2023                                                             | Tegucigalpa                                                            | Honduras                                                               | 2 – 0                                                                  | Messico                                                                | CONCACAF Nations League 2023-2024 - Quarti di finale                   | -                                                                      | cap. 22’                                                               |
| 21-3-2024                                                              | Arlington                                                              | Panama                                                                 | 0 – 3                                                                  | Messico                                                                | CONCACAF Nations League 2023-2024 - Semifinale                         | -                                                                      | cap.                                                                   |
| 24-3-2024                                                              | Arlington                                                              | Stati Uniti                                                            | 2 – 0                                                                  | Messico                                                                | CONCACAF Nations League 2023-2024 - Finale                             | -2                                                                     | cap.                                                                   |
| 15-11-2024                                                             | San Pedro Sula                                                         | Honduras                                                               | 2 – 0                                                                  | Messico                                                                | CONCACAF Nations League 2024-2025 - Quarti di finale                   | -2                                                                     | cap.                                                                   |
| Totale                                                                 |                                                                        | Presenze (3º posto)                                                    | 152                                                                    |                                                                        | Reti                                                                   | -152                                                                   |                                                                        |

## Palmarès

### Club

#### Competizioni nazionali
- Campionato messicano: 1

América: Clausura 2005
- Campeón de Campeones: 1

América: 2005
- InterLiga: 1

América: 2008
- Coppa del Belgio: 1

Standard Liegi: 2017-2018

#### Competizioni internazionali
- CONCACAF Champions' Cup: 1

América: 2006

### Nazionale
- Gold Cup: 6  (record)

2009, 2011, 2015, 2019, 2023, 2025
- Bronzo olimpico: 1

Tokyo 2020
- CONCACAF Nations League: 1

2024-2025

### Individuale
- Equipo Ideal de América: 1

2007
- Miglior portiere della CONCACAF Gold Cup: 2

2019, 2023
- Miglior portiere della CONCACAF Champions League: 1

2021
- Squadra della stagione della CONCACAF Champions League: 1

2021